# Chevrolet Spark
El Chevrolet Spark es un automóvil de turismo del segmento A, originalmente comercializado como Daewoo Matiz, producido por el fabricante surcoreano GM Daewoo desde el año 1998 hasta agosto de 2022. Es un cinco plazas, inicialmente solo con motor delantero transversal de tres  y cuatro cilindros, tracción delantera, una económica suspensión trasera dependiente y carrocería de cinco puertas. Su diseño se basó en el prototipo Italdesign Lucciola diseñado por Giorgetto Giugiaro proyectado en un principio como futuro sustituto del Fiat Cinquecento.
Originalmente conocido como «Daewoo Matiz», la nomenclatura «Chevrolet Matiz» se aplicó a partir del año 2000 según el mercado. Fue desarrollado sobre la base del Daewoo Tico con el que comparte mecánica y suspensiones, versión bajo licencia del Suzuki Alto, del que deriva su característica cota de anchura impuesta por la categoría fiscal "Kei car" japonesa, que exime de la necesidad de disponer de plaza de estacionamiento. Con la quiebra inminente de Daewoo, esta marca se reserva al mercado surcoreano, y el modelo pasó a ser conocido como un producto de otras marcas del grupo industrial estadounidense General Motors, siendo ya la segunda generación vendida como Chevrolet Matiz (Europa y México), Chevrolet Spark (Norte y Sudamérica) y Matiz G2 (México). La tercera generación, fue lanzada en 2009 como nuevo Spark; mientras en Chile, Colombia y  México, cuando inicia su comercialización en 2010, se le conoce como Spark GT.
El estilo original del Matiz recibió algunos cambios cosméticos en el 2000 (M150). Para el 2009, el Matiz es producido por un buen número de fabricantes que tienen una licencia sobre el diseño del vehículo. Algunos de estos fabricantes incluyen Formosa Automobile Corp. en Taiwán y Chevrolet, quien ha rebautizado al automóvil como Spark y lo vende en Europa, Sudamérica y Asia.
Una versión totalmente eléctrica, el Chevrolet Spark EV, fue lanzada en Estados Unidos en junio de 2013. El Spark EV fue el primer coche de pasajeros eléctrico comercializado por General Motors desde el GM EV1 de 1999.

## Primera generación (1998-2005)
El Matiz original, con forma de monovolumen compacto utilizaba el chasis y mecánica del Suzuki Tico, un Kei car japonés, vehículos cuya anchura está limitada a 1.5 m, lo que condiciona sus dimensiones. Con una anchura de 1,5 y una longitud de solo 3,5 m, ofrecía sin embargo espacio habitable para cinco pasajeros gracias a su carrocería monovolumen derivada del Lucciola (1993), un concept car de Fabrizio Giugiaro (Italdesign) diseñado para sustituir al Fiat 500 que había sido rechazado por Fiat. Su altura exterior es superior a la de la mayoría de los modelos europeos de su categoría, cercana a la del Kia Picanto y menor a la del Hyundai Atos, sus rivales surcoreanos y ofrece todas las comodidades de un coches de segmentos superiores. Fue reestilizado en 2000, principalmente con algunos cambios en su carrocería, en los faros frontales y en las luces traseras. Este modelo (M150) continua fabricándolo en Uzbekistán la empresa UzDaewooAuto.
Período: 
- Fase I: 1998–2000 (M100)
- Fase II: 2000–2005 (M150)

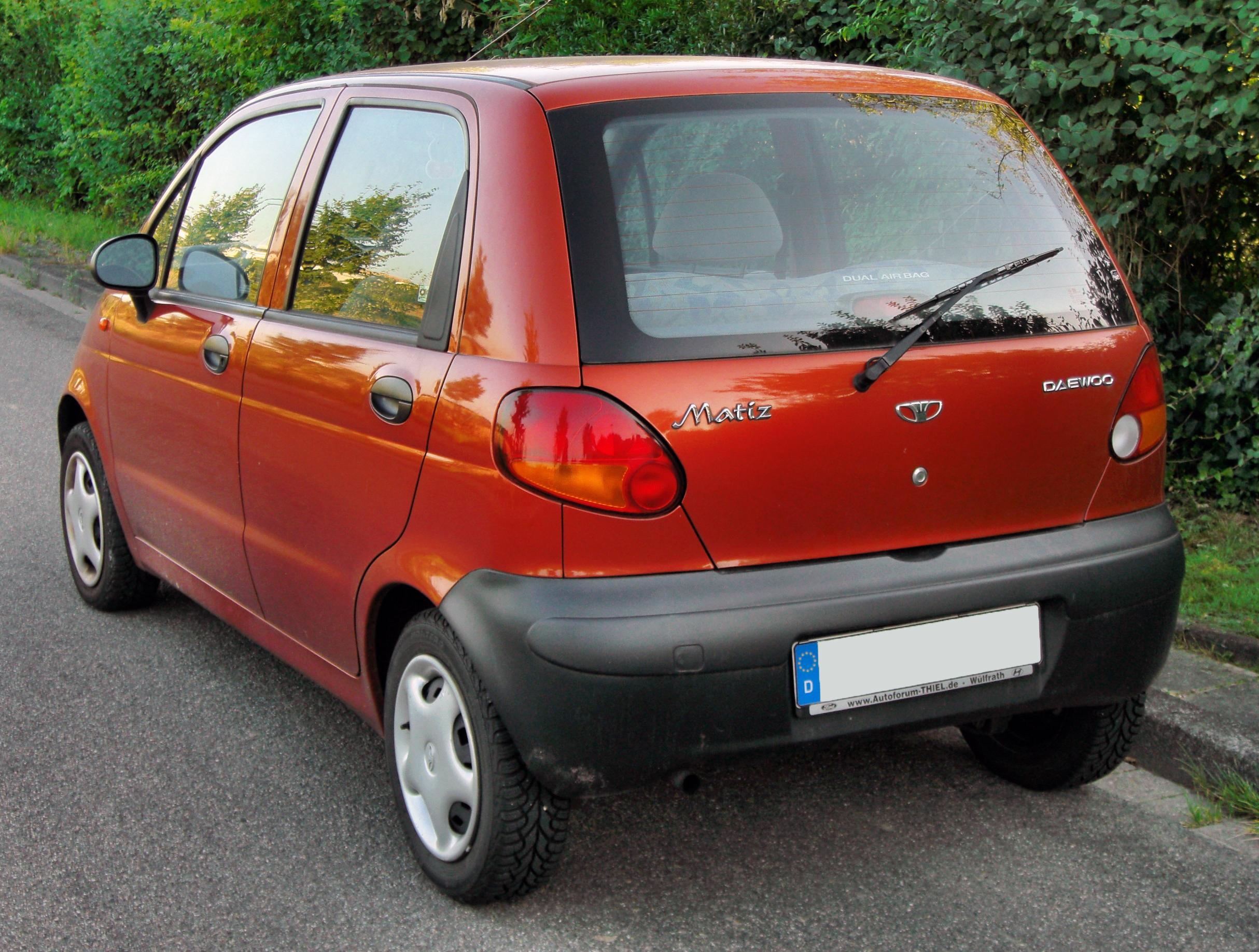
Daewoo Matiz M100 en el interior
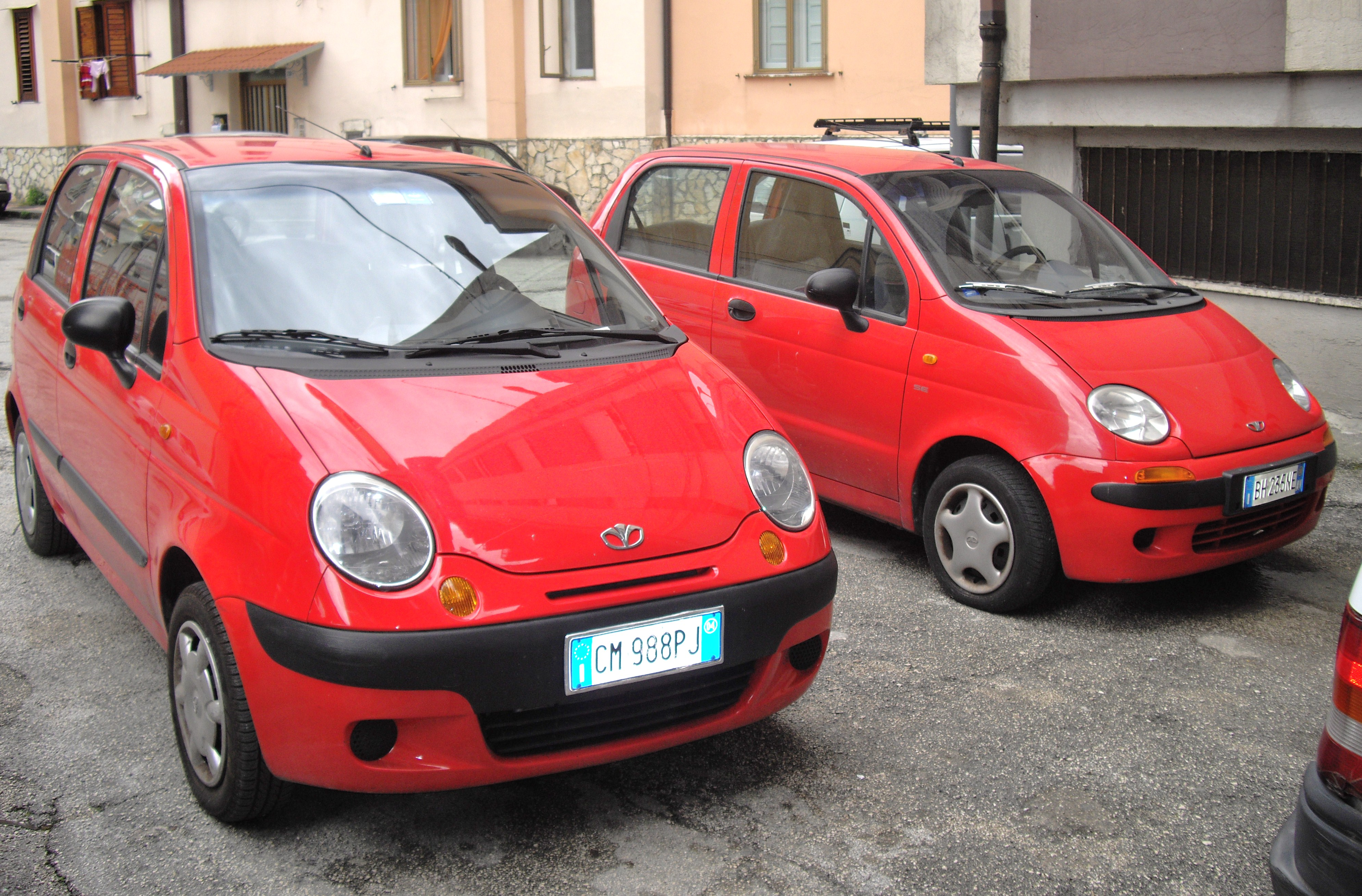
Daewoo Matiz M100 y M150
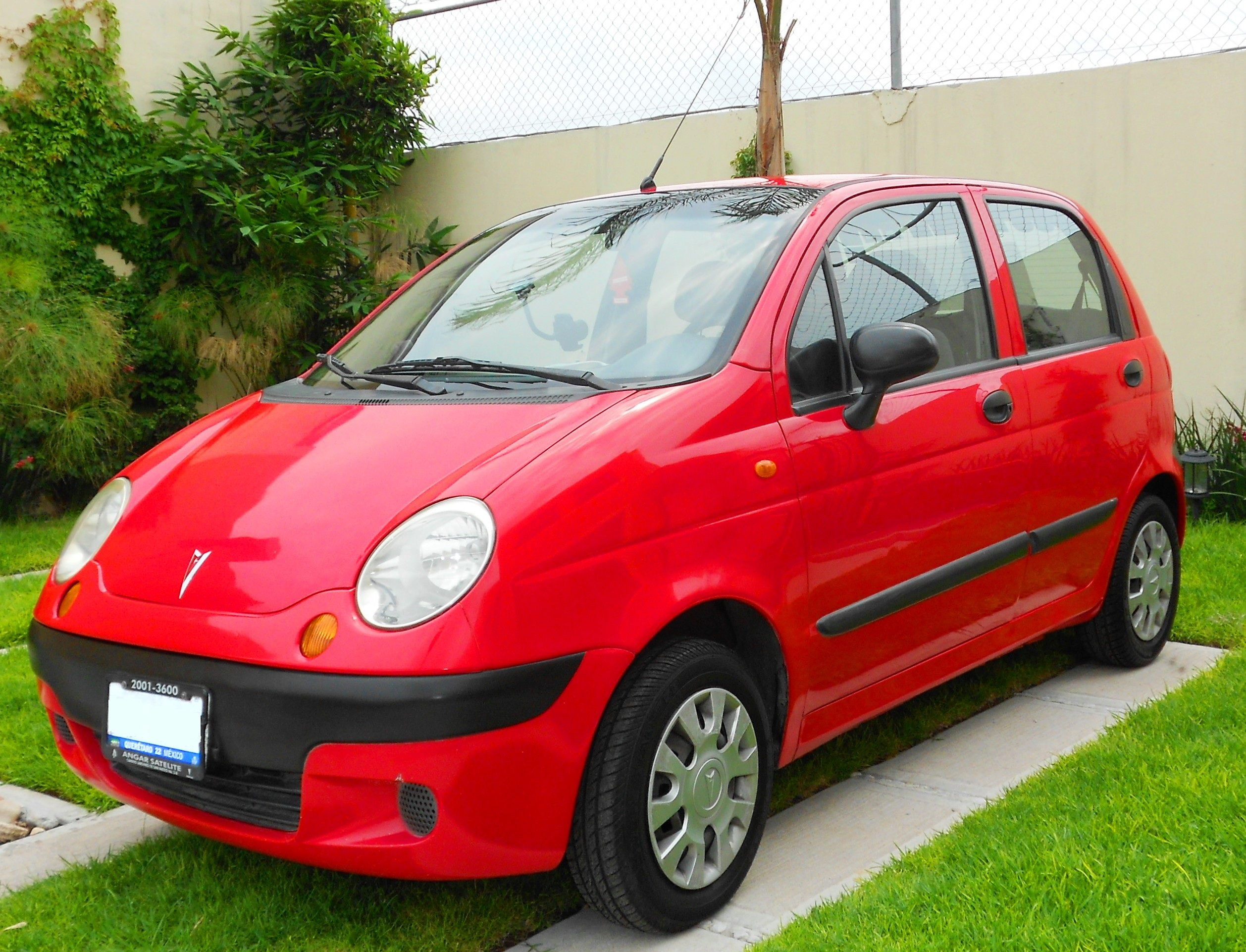
Pontiac Matiz G2 (M150)

### Motores
El Matiz incluyó una gama de dos motores de gasolina; uno de tres cilindros en línea de 0,8 litros (796 cc) con 51 CV (38 kW) de potencia máxima que podía alcanzar una velocidad punta cercana a los 144 km/h y una aceleración de 0 a 100 km/h en 17 segundos. El segundo motor, más potente, de cuatro cilindros con una capacidad de 1 litro y 63 CV (46 kW). Con una velocidad máxima 155 km/h, el Matiz 1,0 es 11 km/h más rápido que su hermano menor. Esta versión ofrece una aceleración de cero a 100 km/h en 14,2 segundos.
Especificaciones:
| Modelo | Motor | Cilindrada | Potencia             | Par máximo          | 0–100 km/h | Velocidad máxima | Emisiones CO2 | Notas               |
| ------ | ----- | ---------- | -------------------- | ------------------- | ---------- | ---------------- | ------------- | ------------------- |
| 0,8    | L3    | 796 cc     | 51 CV (38 kW; 50 hp) | 69 N·m a 4200 rpm   | 17 s       | 144 km/h         | 161 g/km      |                     |
| 1,0    | L4    | 995 cc     | 63 CV (46 kW; 62 hp) | 91 N·m a 4200 rpm   | 14,2 s     | 155 km/h         | 157 g/km      | introducido en 2002 |
| 1,2    | L4    | 995 cc     | 63 CV (46 kW; 62 hp) | 108 N·m a 4.000 rpm | 14,2 s     | 160 km/h         | 157 g/km      | introducido en 2012 |

## Segunda generación (2005-2009)
En agosto de 2005 General Motors lanza un sustituto basado en el prototipo Chevrolet M3X que había sido mostrado en el Salón del Automóvil de París de 2004. El diseño exterior se mantuvo prácticamente sin cambios, mientras el interior fue rediseñado a fondo para mejorar la apariencia de calidad del modelo, dándole toques de originalidad como parte de la instrumentación en el centro del tablero y muy colorista. Las mecánicas eran básicamente las mismas (0,8 y 1,0 litros) con ligeras actualizaciones. Una caja semiautomática también se ofrecía.

### M250
En 2007, recibe un leve rediseño, que afecta principalmente al diseño de paragolpes y acabados. El modelo recibe el código M250 sin embargo el Facelift no se aplicó a todo el mundo.

### Reestyling de 2014 (Solo India y Colombia)
En 2012 con la entrada del Hyundai Eon GM India decide hacerle un face lift al pequeño modelo por lo que su parrilla es la filosofía de diseño de Chevrolet por esto es similar a los de Chevrolet Sonic y Beat este modelo se conoce como New Spark. Durante el 2014 GM Colmotores actualiza el modelo luego de 10 años en el mercado además se agrega Life a su nombre para diferenciarlo, lo convierte en el modelo más barato del país con un precio de 18.500.000 pesos sin embargo 6 meses después subió en un millón de pesos el precio por lo que el más barato se convierte el Suzuki Alto, pero esto no ha hecho que bajen las ventas del pequeño modelo y se ubica en el 4 lugar de los más vendidos luego del Chevrolet Spark GT, Chevrolet Sail y Renault Logan.
Período: 
- Fase I: 2004–2007 (M200)
- Fase II: 2007–presente (M250)

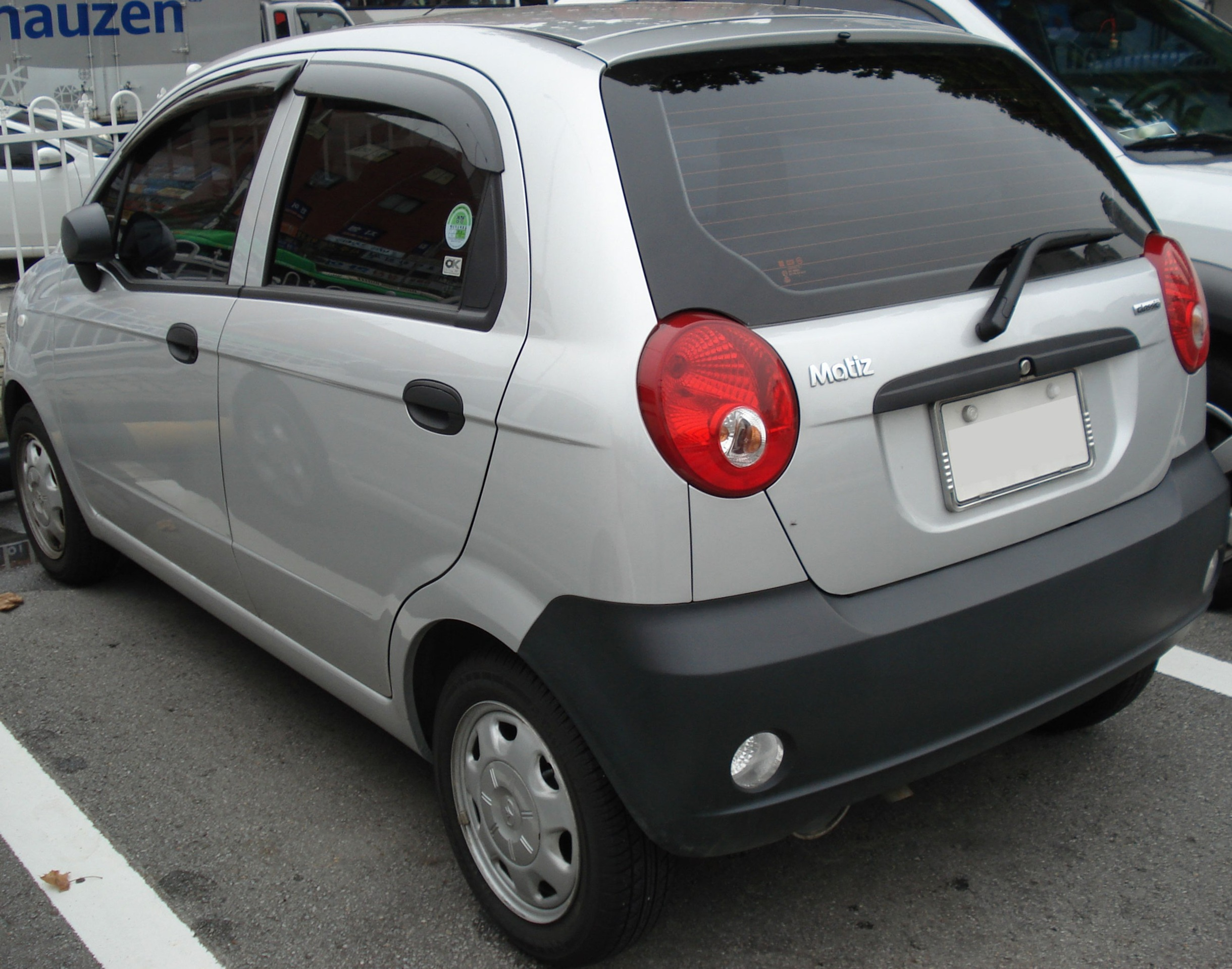
Daewoo Matiz Classic (M200)
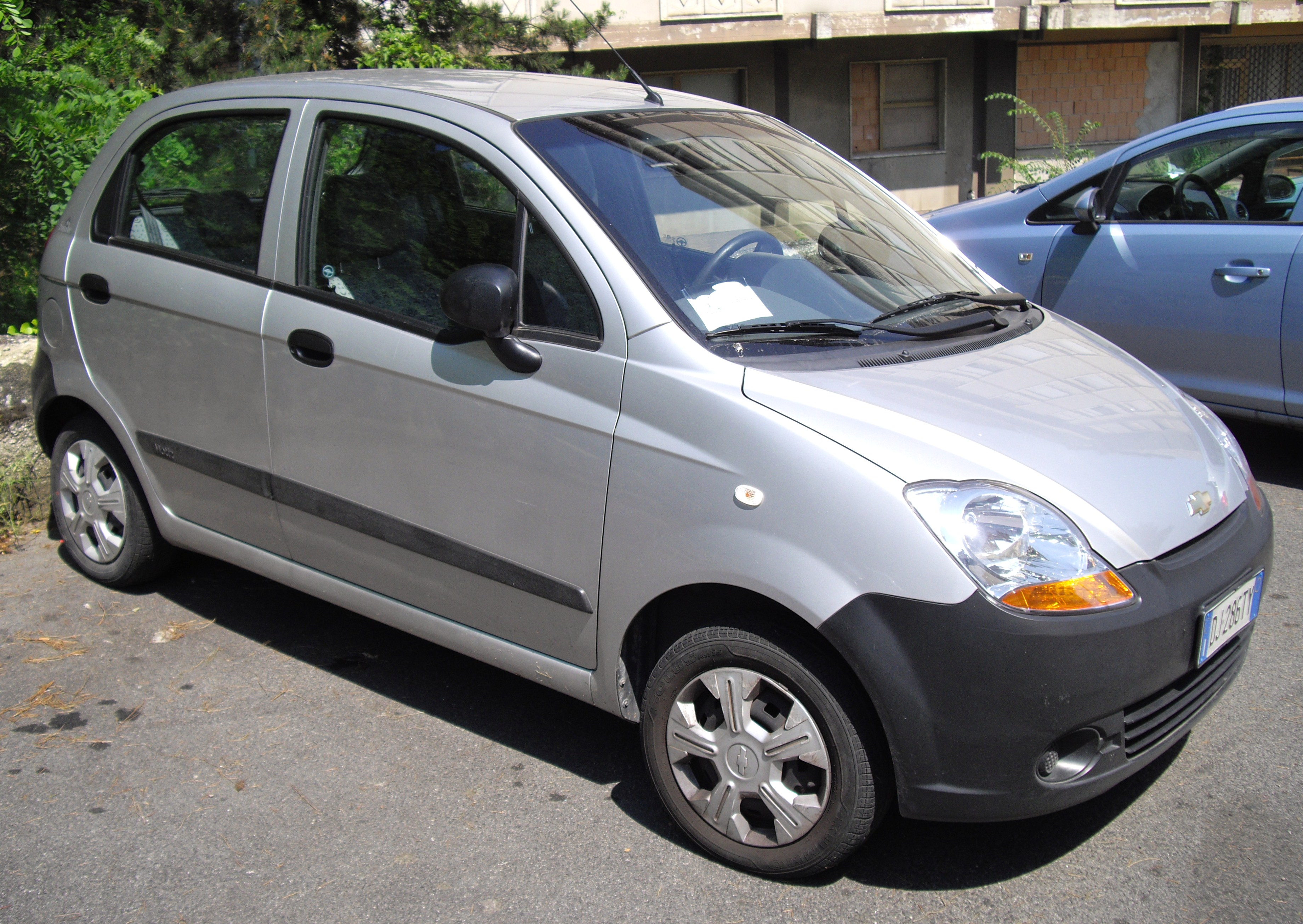
Chevrolet Matiz M200
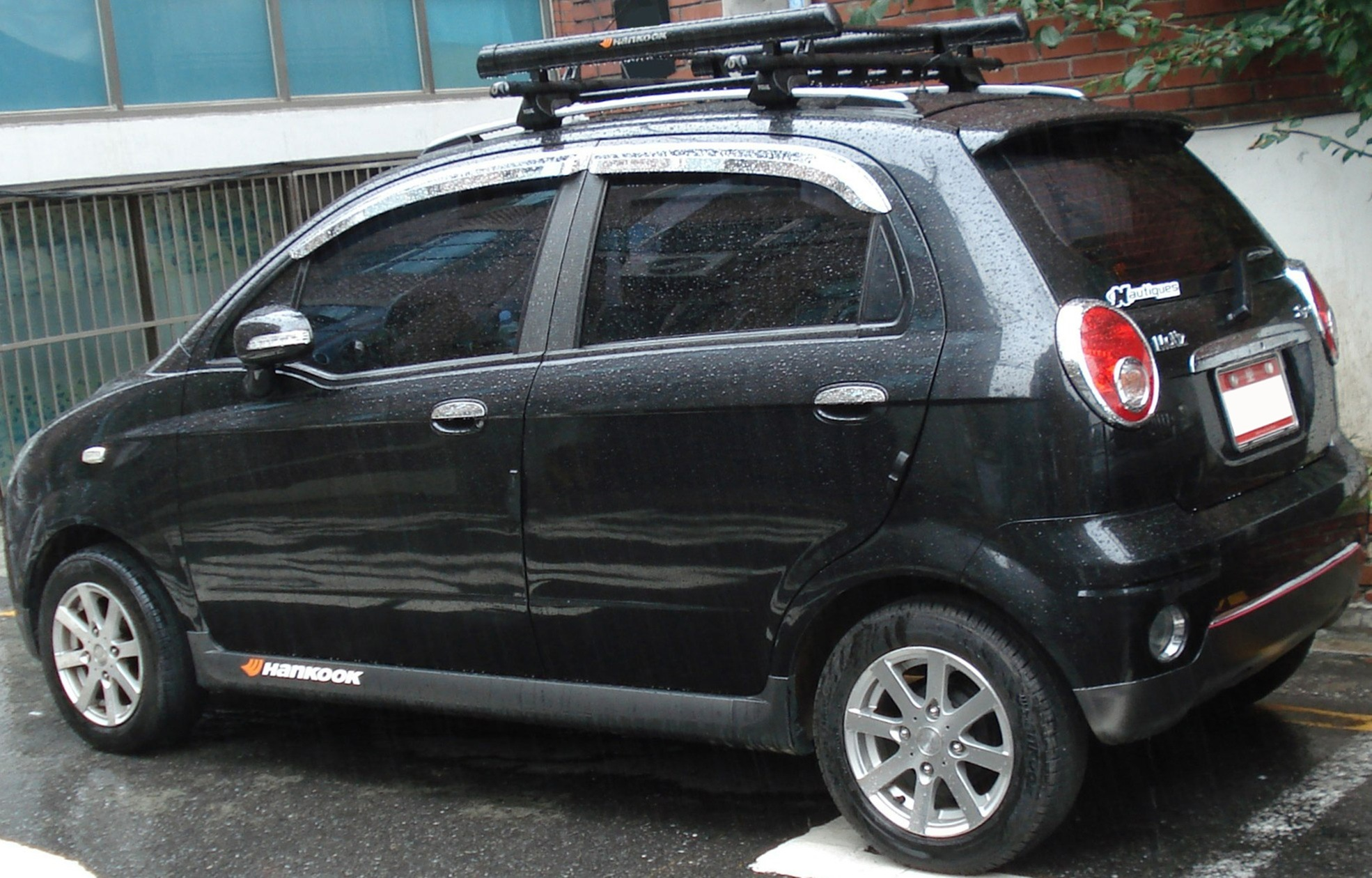
Presentación del Chevrolet Matiz

### Motores
En la segunda generación se incluyó una gama de dos motores de gasolina.
Especificaciones:
| Modelo | Motor SMART-TEC | Cilindrada | Potencia             | Par máximo         | 0–100 km/h | Velocidad máxima | Emisiones CO2 | Notas |
| ------ | --------------- | ---------- | -------------------- | ------------------ | ---------- | ---------------- | ------------- | ----- |
| 0,8    | L3              | 796 cc     | 52 CV (38 kW; 51 hp) | 72 N·m a 4.400 rpm | 18,2 s     | 145 km/h         | 123 g/km      |       |
| 1,0    | L4              | 995 cc     | 66 CV (49 kW; 65 hp) | 91 N·m a 4200 rpm  | 14,1 s     | 156 km/h         | 133 g/km      |       |

## Tercera generación (2009-2015)
En el Salón del Automóvil de Nueva York de 2007, Chevrolet mostró tres prototipos de automóviles del segmento A: el Groove, el Beat y el Trax, con la intención de fabricar en serie alguno de ellos. Finalmente se eligió el Beat, aunque se usó el nombre Spark para lanzarlo como el sustituto del pequeño modelo. Solo la versión de Daewoo, destinada al mercado surcoreano, conservará el nombre Matiz. La versión de producción se presentó oficialmente en el Salón del Automóvil de Ginebra de 2009.
Inicialmente, sus motores de gasolina son mayores, siendo sendos cuatro cilindros en línea atmosféricos: uno de 1 litro de 66 CV y uno de 1,2 litros de 78 CV. La prensa especuló que se añadirá una opción diésel de 1,3 litros, idéntica a la que se ofrece en otros automóvil de General Motors.
En Colombia, desde julio de 2010, GM Colmotores empezó a ensamblar y comercializar el conocido como Spark GT; y junto con la planta de General Motors de Chile, han sido los primeros países suramericanos en producirlo y comercializarlo.
Evolución:
- Daewoo Matiz: 2010-2011
- Chevrolet Spark: 2010-2015

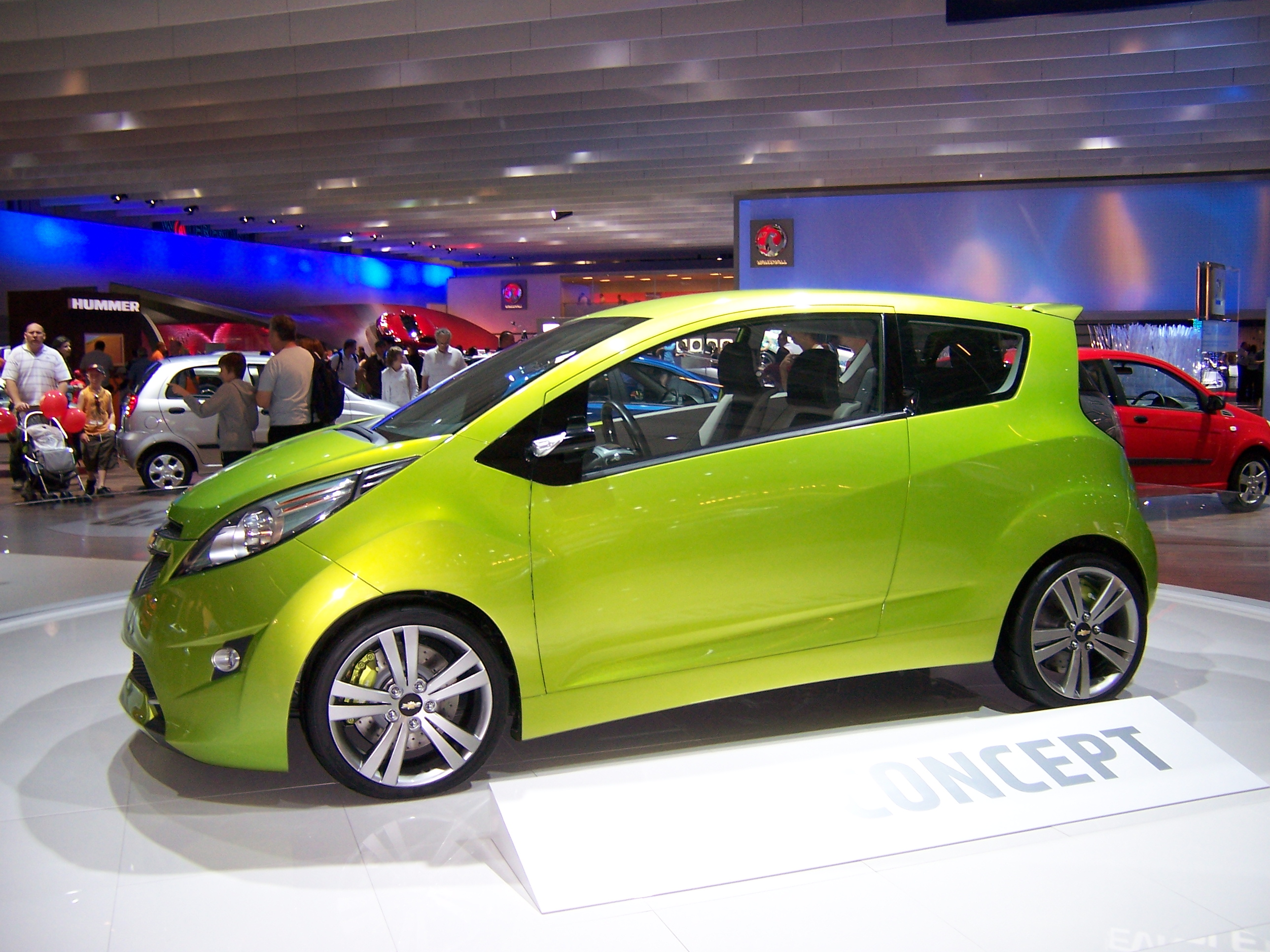
El «prototipo» Chevrolet Beat hatchback 3 puertas
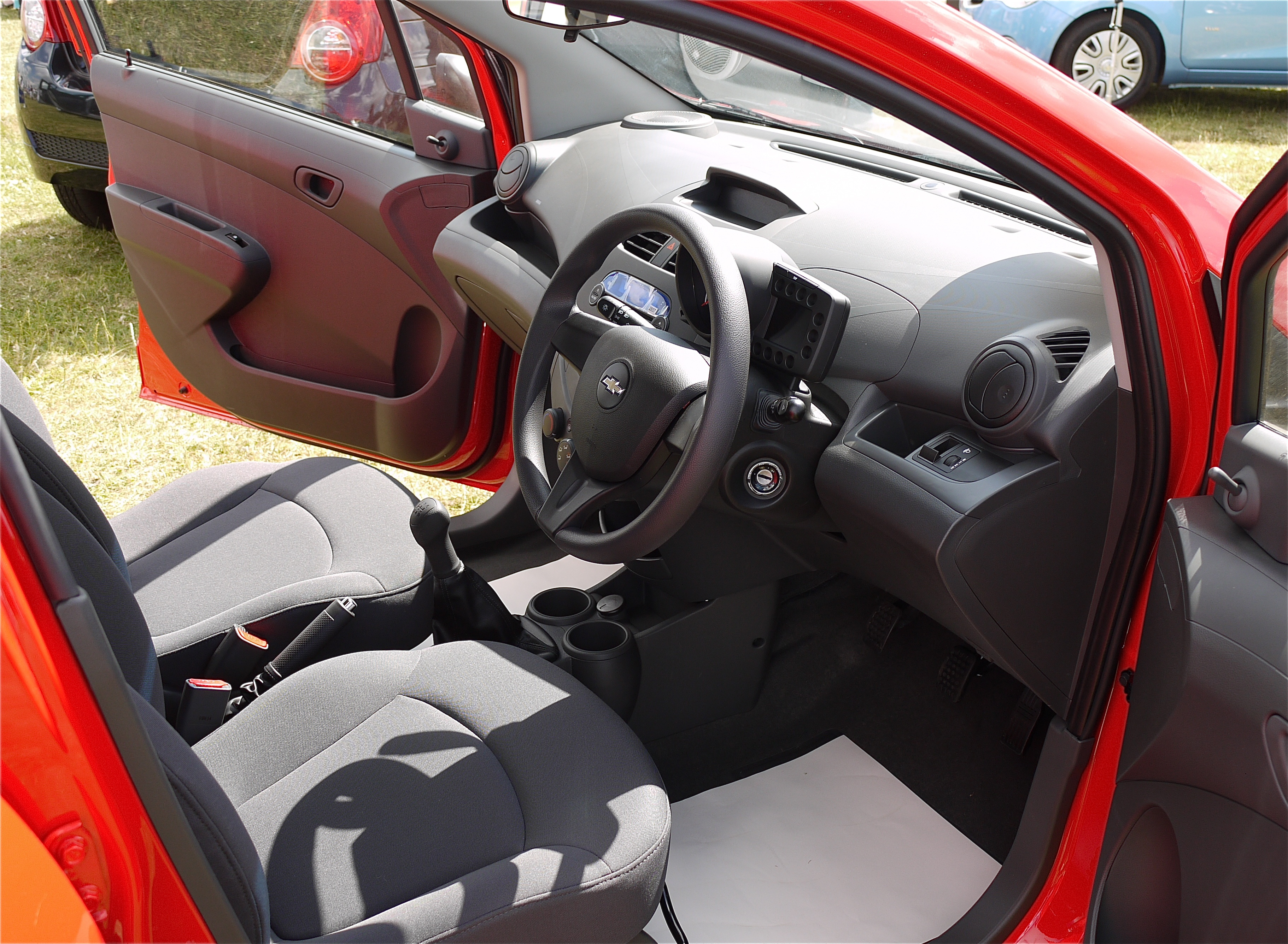
Interior del Spark GT
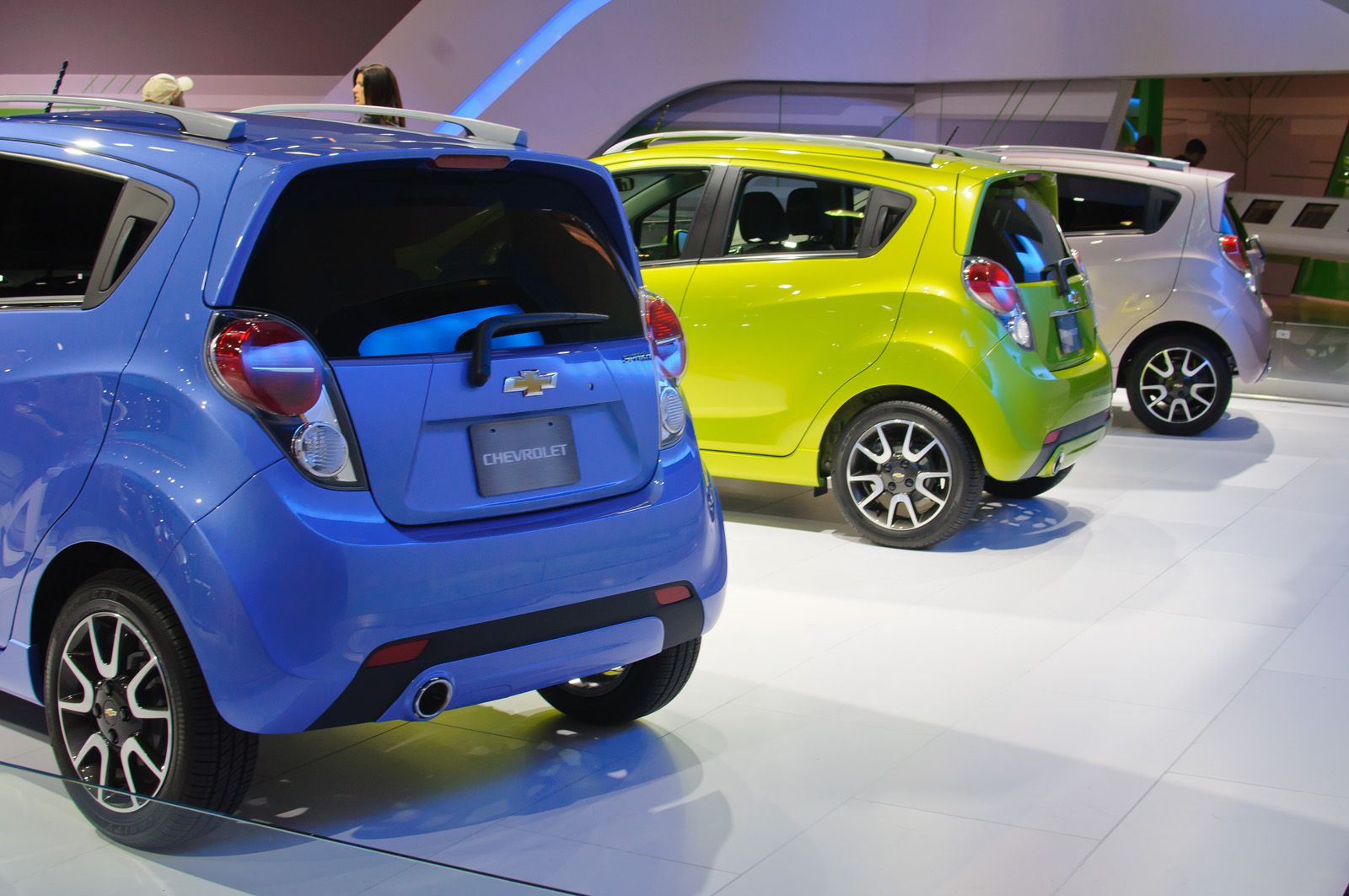
Chevrolet Spark en el Salón del Automóvil de Los Ángeles
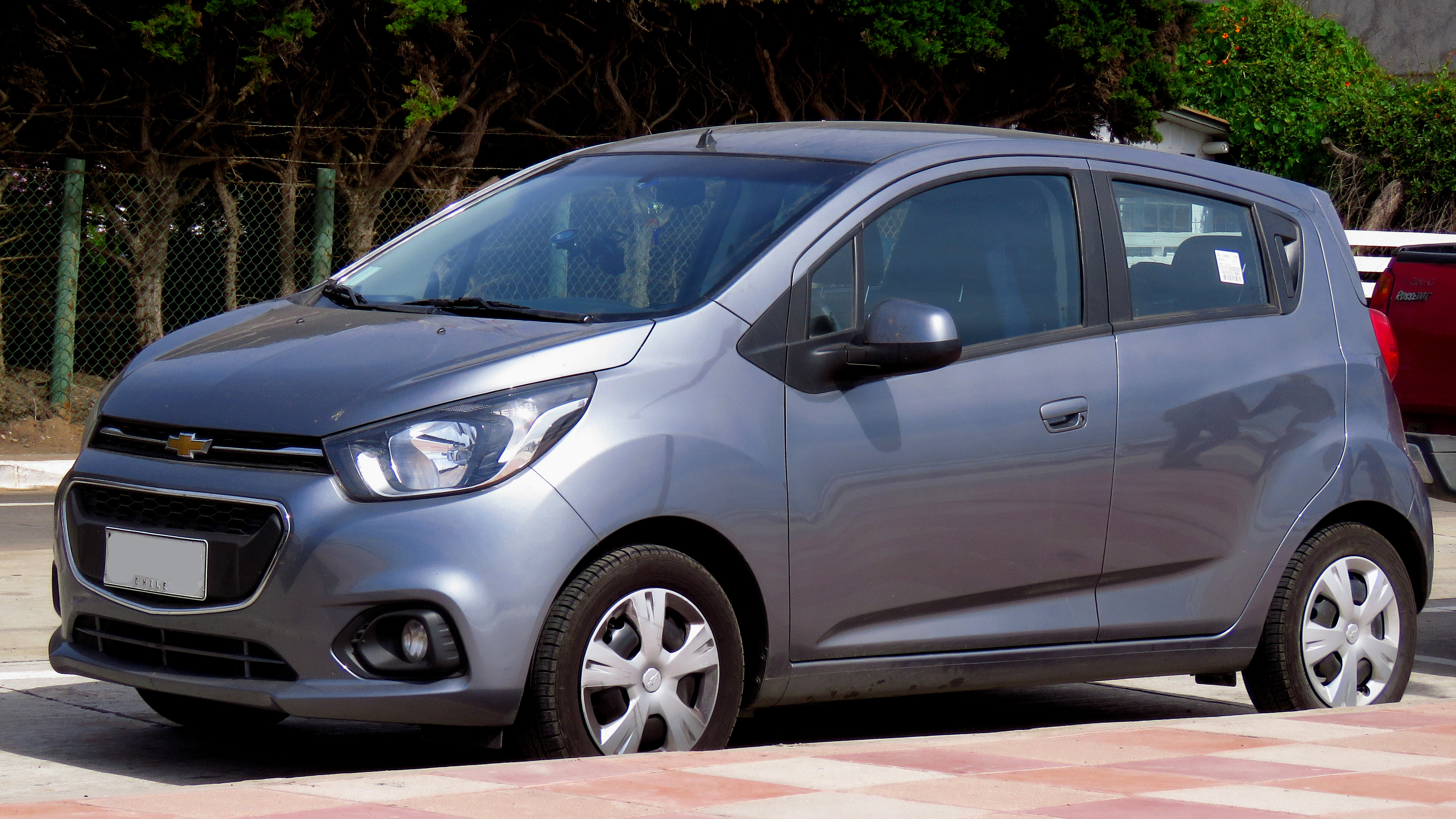
Chevrolet Beat (Facelift del Chevrolet Beat)

### Retoque del Spark GT para el 2013
Para el modelo 2013 se cambia principalmente la parte delantera, con una parrilla más voluminosa y un notable retoque a las exploradoras.
Otros de los cambios realizados se pueden percibir en su interior, con un medidor de cuenta millas y tacómetro digital en forma de arco, reemplazando el anterior, que mostraba las rpm en forma de barras consecutivas.
Otros cambios incluyen rines y llantas diferentes, con dimensiones 185/55R15, en dos tipos de modelo, pintado en forma de estrella o negros con acabados maquinados para su versión más equipada el cual trae adicionalmente luces direccionales en el interior de los espejos retrovisores, faldones laterales, accesorios cromados, exploradoras, opciones de tapicería en piel tipo imitación o tela del color de la carrocería, sistema MyLink con pantalla táctil para manipulación directa del radio y dispositivos de llamada que se pueden controlar desde el volante, el cual respecto a su diseño anterior (de 2011), tiene más botones funcionales.
Cabe resaltar que el modelo Spark LT de 2011 hizo su aparición formal como el prototipo "Chevy Beat" llamado "SKIDS" en la segunda película de Transformers "la venganza de los caídos" y en uno de los lanzamientos de Turn 10 para el videojuego Forza Motorsport 4, soportado por la consola Xbox 360.

### Seguridad
El Spark GT en su versión Latinoamericana más básica recibió una calificación de 0 estrellas para adultos y 0 estrellas para niños de Latin NCAP en 2016 (protocolo obsoleto).

### Spark Eléctrico: Spark EV

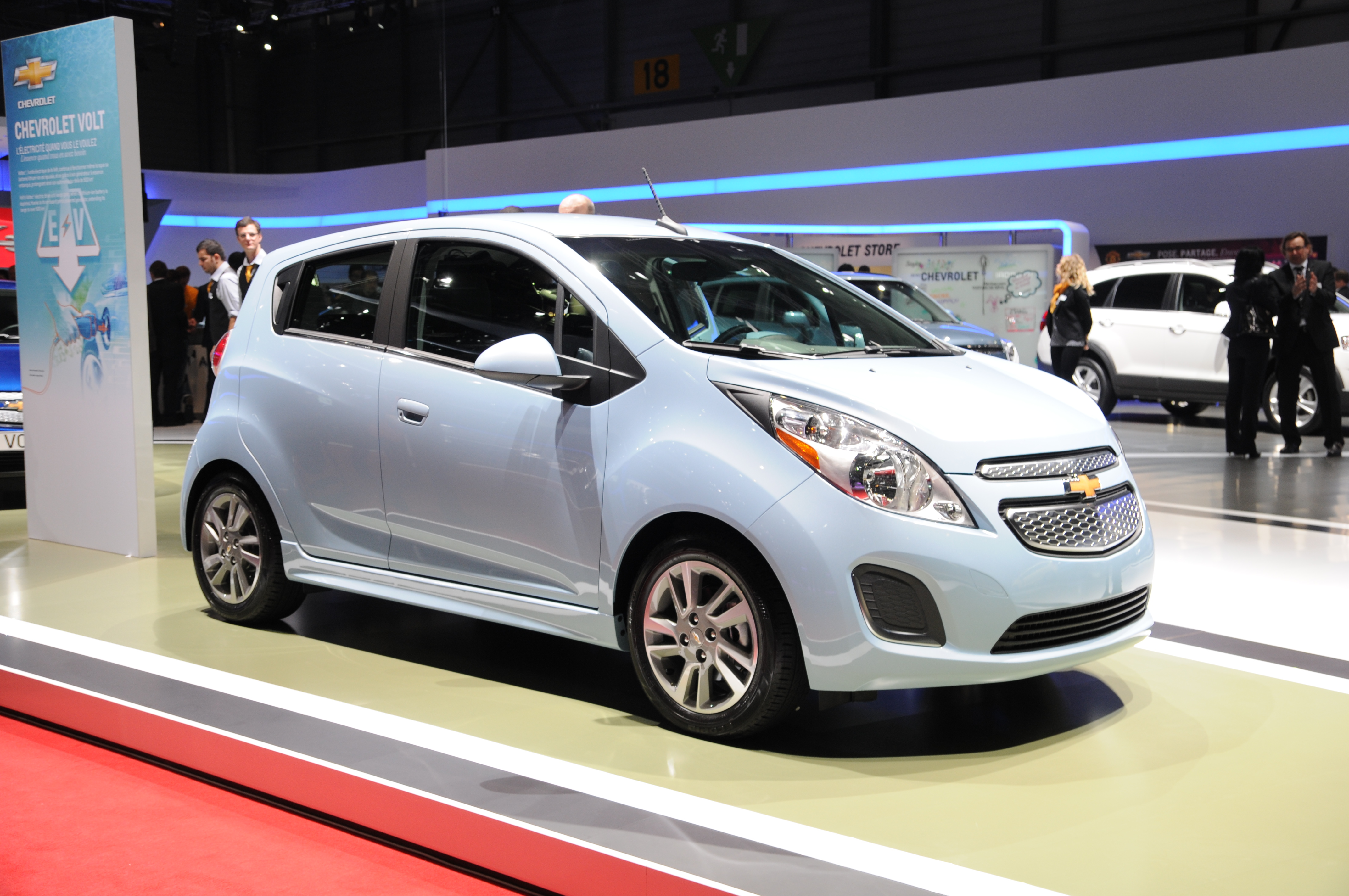
Versión de producción del Chevrolet Spark EV exhibido en el Salón del Automóvil de Ginebra 2013

El Chevrolet Spark EV es un automóvil eléctrico que fue lanzado en los Estados Unidos en los mercados de California y Oregón, en junio de 2013. El Spark EV es el primer auto de pasajeros totalmente eléctrico comercializado por General Motors desde que el EV1 se interrumpió en 1999. Tiene un precio de $18.495
El totalmente eléctrico Spark viene con un motor eléctrico de 100 kW (136 CV), un par motor de 542 Nm y una aceleración de 0 a 100 km/h en 8 segundos, mientras que la batería tendrá una capacidad de 20 kWh, y 254 kilos de peso, para recorrer unos 160 km con cada carga. Además de una buena cifra de potencia, el Spark llegará con otras soluciones, como por ejemplo la recarga rápida, que en 20 minutos nos permitirá alcanzar el 80% de carga.

## Cuarta generación (2015-2022)
La cuarta generación del Spark fue estrenada el 2 de abril de 2013. durante el salón del automóvil de Nueva York, está basado en el Opel Karl por lo que sería la primera vez que no se basaría en el «Daewoo Matiz». Sin embargo fue desarrollado en GM Korea. Su distancia entre ejes será de 2.38 m. Actualmente el modelo se monta en Changwon, Corea del Sur para el mercado europeo con un motor 1.0 SGE de 75 CV sobre la plataforma Vehículos Pequeños Globales de General Motors, bajo la marca Opel, posee una nueva parrilla diferente a la del modelo existente dado que Chevrolet sigue otra imagen corporativa, se mantienen algunos detalles de la generación anterior tales como la manija de las puertas traseras.
En la parte mecánica la gran novedad del Spark es la incorporación de un motor Ecotec de 1.4 litros de 98 caballos de potencia, lo que HP) lo haría un 20% más potente que el actual bloque de 1.2 litros (81HP). La caja seguirá siendo de 5 velocidades para la versión manual pero para el automático llegará una transmisión CVT.

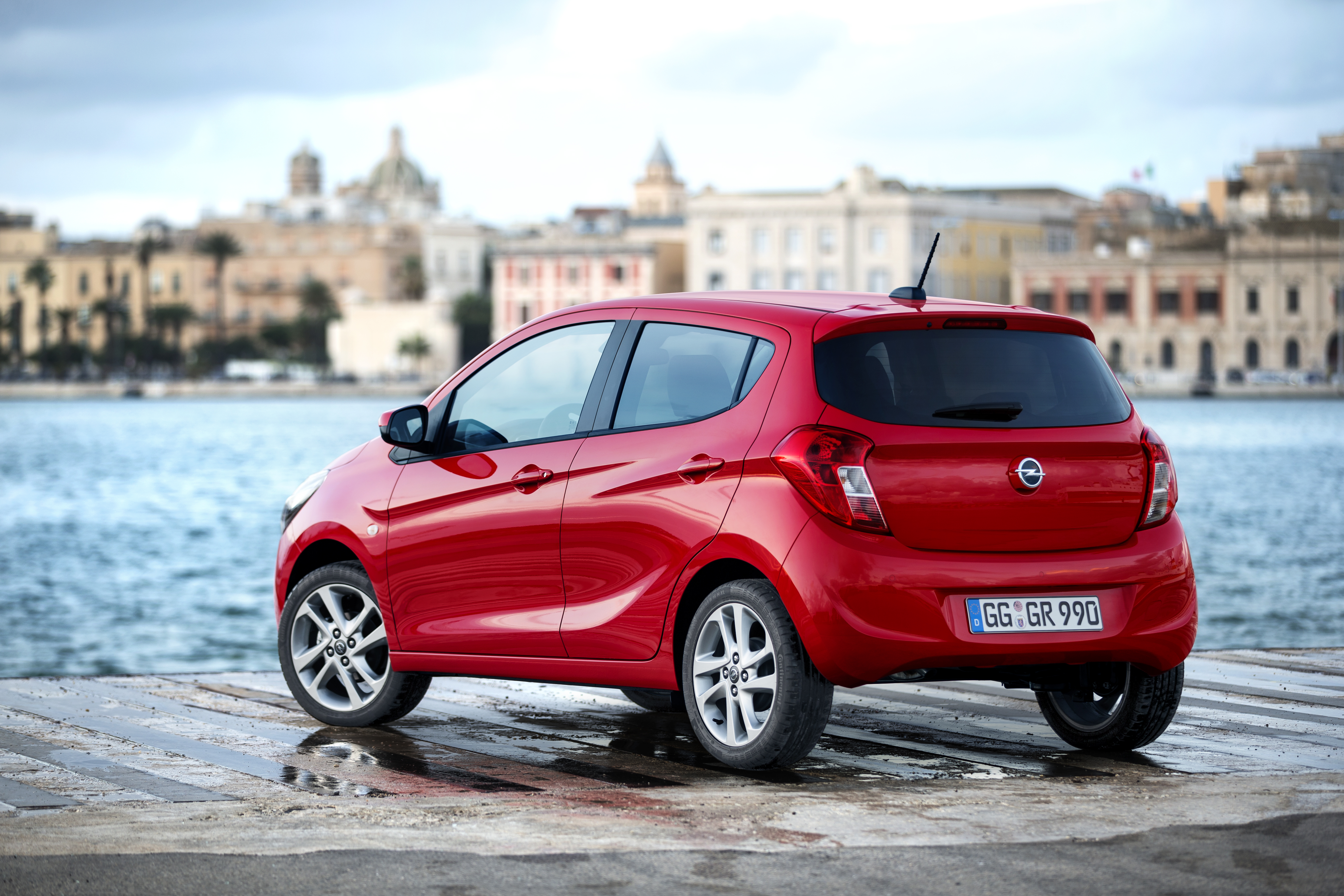
El Opel Karl se diferencia del Spark en las luces delanteras y traseras, el porta placa y parrilla
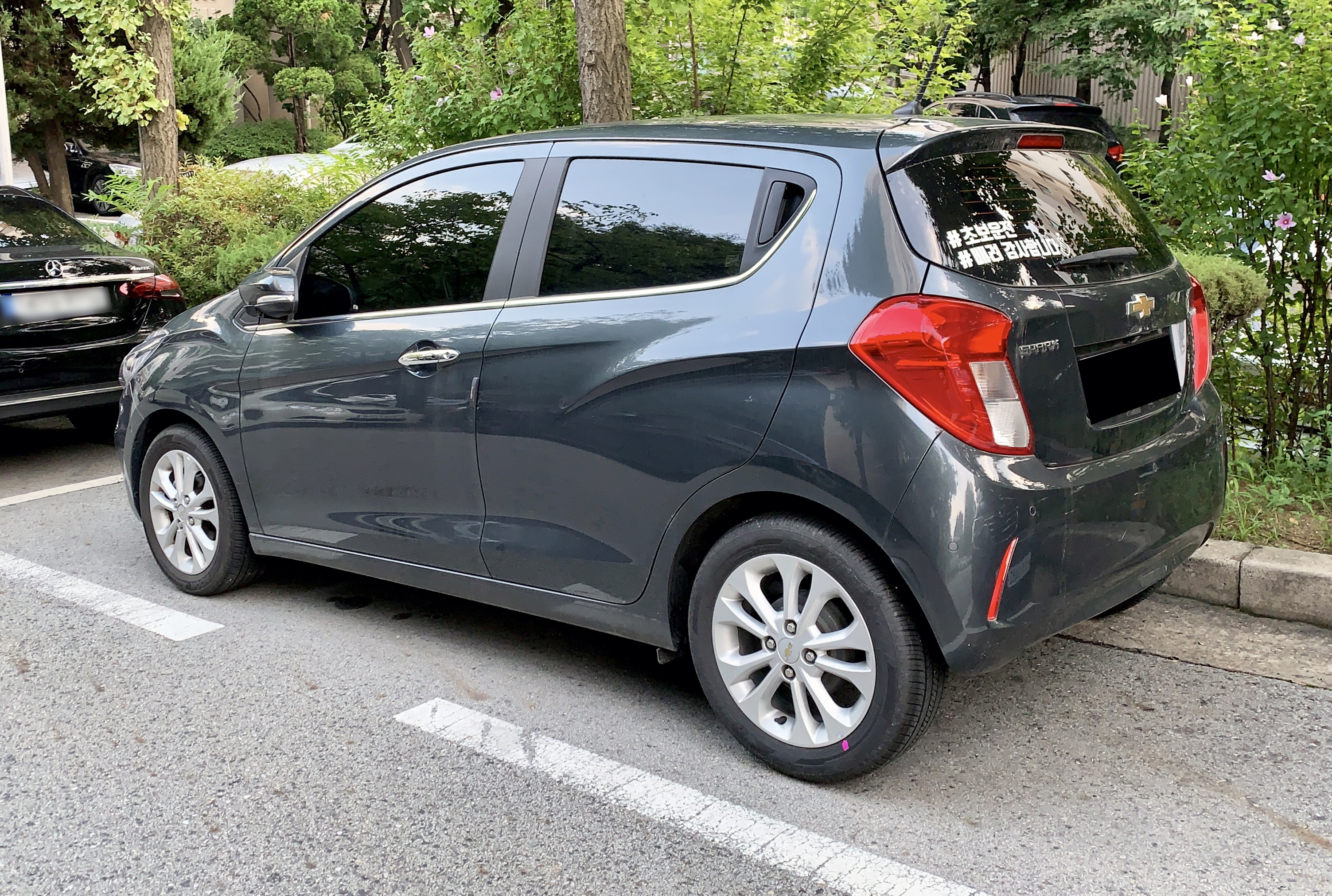
El Chevrolet Spark M400, basado en el Opel Karl
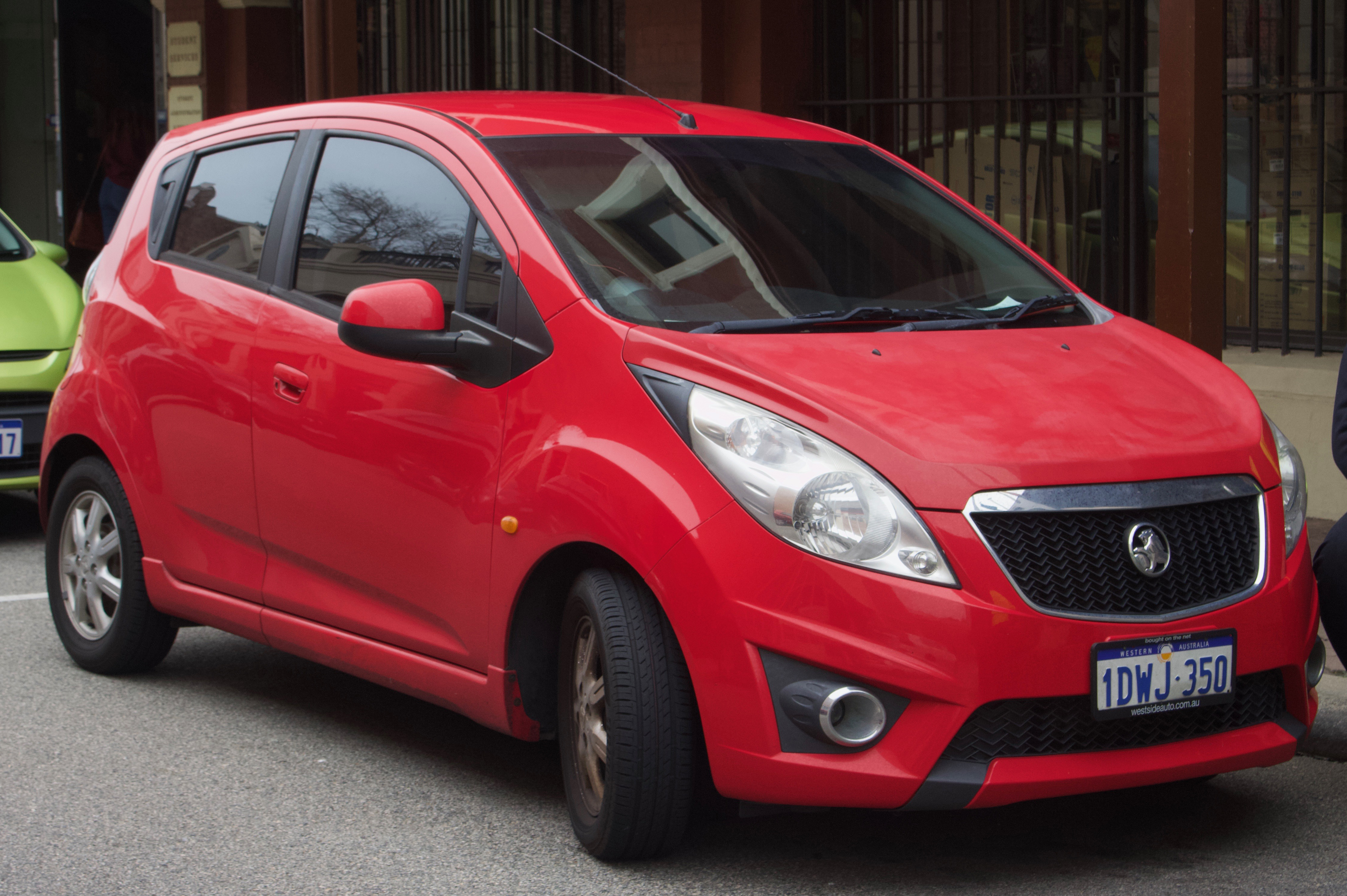
Holden Barina Spark (Australia)
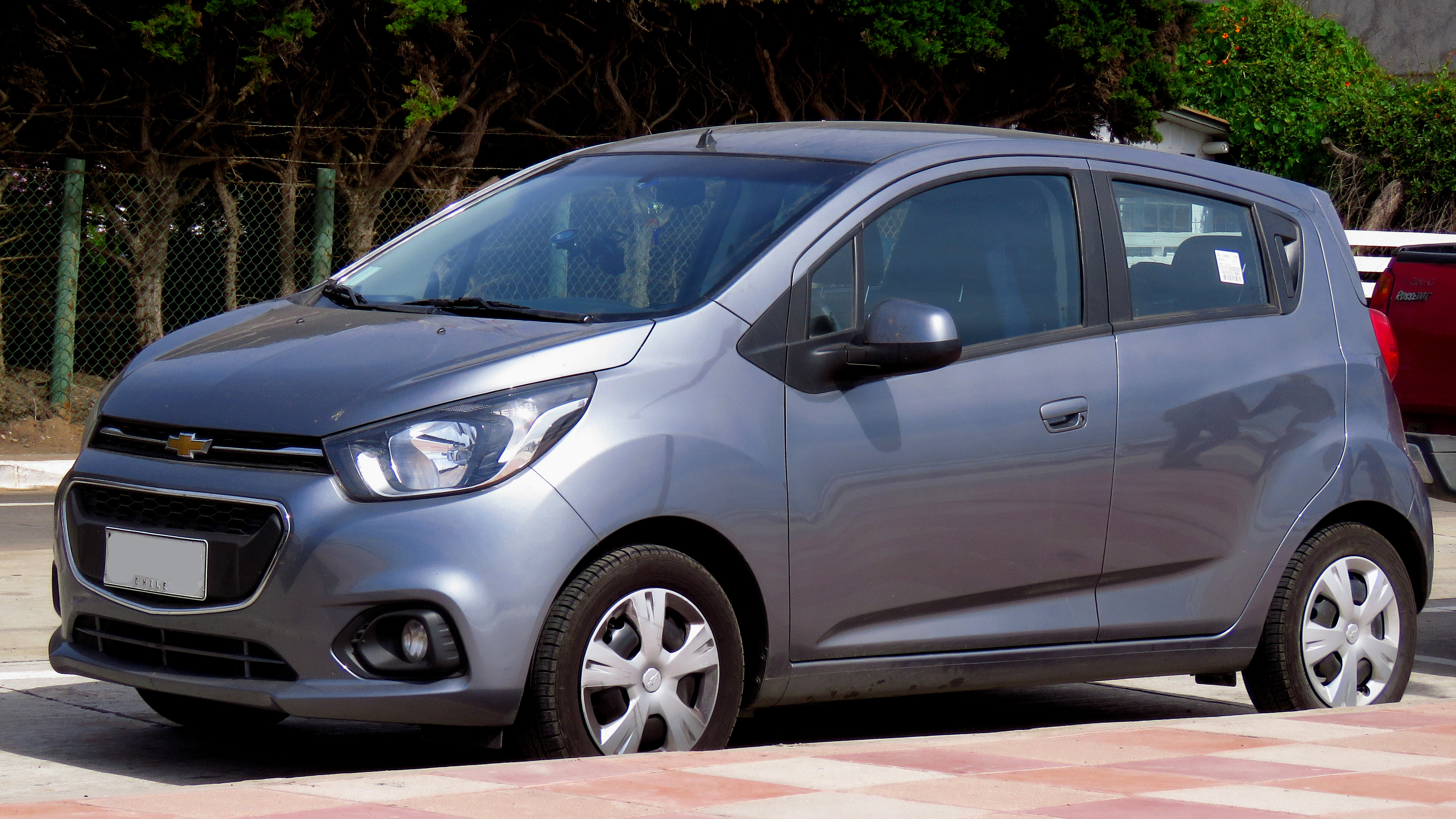
Spark GT